# آرانداس، ان
آرانداس، ان (به فرانسوی: Arandas) یک کمون در فرانسه است که در canton of Saint-Rambert-en-Bugey واقع شده‌است.

## خصوصیات
آرانداس ۱۴٫۱۰ کیلومترمربع مساحت و ۱۶۳ نفر جمعیت دارد و ۷۲۰ متر بالاتر از سطح دریا واقع شده‌است.